# Филип Симор Хофман
Филип Симор Хофман (енгл. Philip Seymour Hoffman, : ; Ферпорт, 23. јул 1967 — Њујорк, 2. фебруар 2014) био је амерички глумац. Добио је Оскара за најбољег главног глумца, за улогу у филму Капоти из 2005. године.
Хофман је студирао глуму на Тиш школи уметности Универзитета у Њујорку. Признање је стекао примарно за тумачење споредних улога. Његова запаженија улога била је у филму Мирис жене (1992), након успеха филма до краја 90-их година глумио је споредне улоге у великом броју филмова као што су: Ноћи бугија (1997), Велики Лебовски (1998), Закрпа Адамс (1998), Талентовани господин Рипли (1999), Магнолија (1999). Током 2000-их пробио се у глумачки врх и почео је играти главне улоге од којих су Капоте (2005) у којем је глумио писца Трумана Капотеа и за ту улогу освојио је Оскара за најбољег главног глумца, Док ђаво не сазна да си мртав (2007), Рат Чарлија Вилсона (2007), Сумња (2008). Остварио је значајне улоге у филмовима Двадесет пети сат (2002), Црвени змај (2002), Хладна планина (2003), Немогућа мисија 3 (2006), Формула успеха (2011), Мартовске иде (2011), Мастер (2012), Игре глади (2012—2015).
Иако је углавном радио на независним филмовима, укључујући филмове Дивљаци (2007) и Синегдоха, Њујорк (2008), Хофман се појавио и у холивудским блокбастерима, као што су Торнадо  (1996) и Немогућа мисија 3 (2006). Глумио је Плутарха Хевенсбија у франшизи Игре глади (2013—2015), што је била једна од његових последњих улога. Филм Jack Goes Boating (2010) обележио је његов деби као филмског редитеља. Хофман је такође био и врхунски позоришни глумац и редитељ. Придружио се позоришној трупи LAByrinth 1995. године, где је режирао, продуцирао и наступао у бројним позоришним продукцијама. Хофман је добио номинације за награду Тони за остварене улоге у бродвејским поставкама Шепардових опера Прави запад (2000), Јуџина О’Нила Дуго путовање у ноћ (2003) и Артура Милера Смрт трговачког путника (2012).
Хофман се борио са зависношћу од дроге као младић. Поново је почео да конзумира наркотике 2012. године након много година апстиненције. Само седмицу пре завршетка снимања филма „Игре глади”, 46-годишњи Хофман је пронађен мртав y свом стану у Њујорку. Преминуо је од последица интоксикације дрогама. Упамћен је по изнијансираној слојевитости, дубини и човечности коју је уносио у разноврсне улоге. Хофман је у некрологу у The New York Times-у описан као „можда најамбициознији и најцењенији амерички глумац своје генерације“.

## Рани живот и образовање
Филип Хофман је рођен 23. јула 1967. године у предграђу Рочестера, Ферпорту, у Њујорку. Његова мајка, Мерилин О'Конор (рођена Лукс), дошла је из оближњег Ватерлуа и радила је као учитељица у основној школи  пре него што је постала адвокатица, а на крају и судија. Његов отац, Гордон Стовел Хофман, био је родом из Џениве, Њујорк, и радио је за корпорацију Xerox. Хофман је имао једног брата, Гордија, и две сестре, Џил и Емили. Хофман је био ирског и делимично немачког порекла.
Хофман је крштен у Католичкој цркви и ишао је на мису као дете, али није васпитан на начин да је религија нарочито важна. Његови родитељи су се развели када је имао девет година, а децу је углавном одгајала мајка. Хофманова страст из детињства био је спорт, посебно рвање и бејзбол, али са 12 година је присуствовао представи Сви моји синови, по комаду Артура Милера и био је очаран. Присетио се  овог догађаја 2008. године: „То искуство ме је променило — трајно променило. За мене је то било као чудо.“ Хофман је развио љубав према позоришту и почео је редовно да га посећује са мајком, која је била љубитељка позоришна читав живот. У сећањима је навео да су продукције филмова Quilters и Alms for the Middle Class, у којима је главну улогу играо тинејџер Роберт Дауни Млађи, такође биле посебно инспиративне. Са 14 година, Хофман је повредио врат што га је приморало да одустане од бављења спортом и почео је да размишља о глуми. Охрабривала га је мајка и придружио се драмској секцији; инцијално се придружио јер му се допадала једна чланица секције.
С временом, глума је постала Хофманова највећа страст: „Волео сам то другарство, људе, и тада сам одлучио да је то оно што желим да радим.“ Са 17 година, изабран је да похађа Летњу школу уметности државе Њујорк 1984. у Саратога Спрингсу, где је упознао своје будуће сараднике Бенета Милера и Дена Футермана. Милер је касније коментарисао Хофманову популарност у то време: „Привукла нас је чињеница да је био заиста озбиљан у оном што је радио. Чак и тада, био је страствен.“ Хофман је аплицирао на неколико студијских програма драмских уметности и примљен је на Тиш школу уметности Универзитета у Њујорку (NYU). У периоду између завршетка средње школе Ферпорт и почетка програма, наставио је обуку у летњем програму позоришта Круг у тргу (енгл. Circle in the Square Theatre). Хофман је имао позитивна сећања на период проведен на Њујоршком универзитету, када се издржавао радећи као уводитељ (редар). Са пријатељима је суоснивао глумачку трупу Булстој ансамбл (енгл. Bullstoi Ensemble). Дипломирао је драмске уметности 1989. године.

## Каријера

### 1991—1995: Рана каријера
Након дипломирања, Хофман је радио у позориштима и зарађивао додатни новац радећи пословие у служби за кориснике. Дебитовао је на екрану 1991. године у епизоди серије Закон и ред под називом Насиље лета, играјући човека оптуженог за силовање. Дебитовао је на филму следеће године, када је наведен као „Фил Хофман“ у независном филму Triple Bogey on a Par Five Hole. Након тога, усвојио је дедино име, Сејмур, како би избегао забуну са другим глумцем.
Убрзо су уследиле још филмских улога, са појављивањем у студијској продукцији Mој нови пиштољ и малом улогом у комедији Leap of Faith, са Стивом Мартином у главној улози. Након ових улога, скренуо је пажњу на себе улогом размаженог ученика приватне школе у Оскаром награђеним филмом Мирис жене (1992). Хофман је био на аудицији пет пута за улогу. Филм је зарадио 134 милиона америчких долара широм света и био је први филм којим је Хофман постао проминентан. Размишљајући о филму Мирис жене, Хофман је касније рекао: „Да нисам добио улогу у том филму, не бих био овде где сам данас.“ У то време, напустио је посао у продавници деликатеса, са циљем да постане професионални глумац.
Хофман је наставио да игра мање улоге током раних 1990-их. Након појављивања у филму Џои Брејкер и критички негативно критикованом тинејџерском зомби филму My Boyfriend's Back, имао је запаженију улогу играјући богатог пријатеља Џона Кјузака у крими комедији Money for Nothing. Године 1994, глумио је неискусног мафијаша у крими трилеру Бегство, у којем су глумили Алек Болдвин и Ким Бејсингер, а потом се појавио са Ендијем Гарсијом и Мег Рајан у романтичној драми Кад мушкарац воли жену. Затим је играо лик напетог полицајца у драми Ничија будала; у филму је глумио са својим глумачким идолом, Полом Њуманом.
Хофман је и даље сматрао рад у позоришту за фундаментално важан; он се придружио позоришној компанији LAByrinth у Њујорку 1995. године. Ова сарадња је трајала до краја његовог живота; поред појављивања у више продукција, касније је постао ко-уметнички директор позоришне компаније са Џоном Ортизом и режирао је разне представе током година. Хофманова једина филмска улога током 1995. године била је у 22-минутној краткој комедији Петнаестоминутни Хамлет (енгл. The Fifteen Minute Hamlet), која је сатирично приказивала филмску индустрију у елизабетанском добу. Играо је ликове Бернарда, Хорација и Лаерта, док је лик Хамлета тумачио Остин Пендлтон.

### 1996—1999: Глумачка звезда у успону
То није било лако. Тешко је седети у гаћама и дркати пред људима три сата. Био сам прилично крупан и страшио сам се да ће ми се људи смејати. Тод је рекао да можда хоће да се смеју, али да се неће смејати мени. Он је видео шта смо покушавали да постигнемо — патетичност тог тренутка. Понекад је глума веома интимна ствар коју радиш за цео свет.

– Хофман о својој улози у филму Срећа (1998)
Између априла и маја 1996. године, Хофман је глумио у позоришту Џозефа Папа, у представи редитеља Марка Винга-Дејвија по комаду Скрајкер Керил Черчил. Након тога, након што је запазио Хофманову улогу у филму Мирис жене, сценариста и редитељ Пол Томас Андерсон га је ангажовао да глуми у свом дебитантском филму Hard Eight (1996). Хофман је имао само кратку улогу у крими трилеру, играјући самоувереног младог играча крепса, али је то био почетак најважније сарадње у његовој каријери.
Пре него што је учврстио сарадњу са Андерсоном, Хофман се појавио у једном од највећих блокбастера те године, Торнадо. Играо је прљавог, хиперактивног ловца на олује, док су запажене улоге у филму имали и Хелен Хант и Бил Пакстон. Према истраживању корисника Твитера и Фејсбука које је спровео часопис People, Хофман је као глумац најчешће довођен у везу са филмом Торнадо. Затим је поново сарађивао са Андерсоном на његовом другом дугометражном играном филму, Ноћи бугија, о златном добу порнографије. У овом филму су глумили Марк Волберг, Џулијан Мур и Берт Рејнолдс; Хофман је играо микромана, кога је Дејвид Фир из часописа Rolling Stone описао као „потпуног, непоколебљивог губитника“. Филм је био топло прихваћен од стране критичара и постао је култни класик. Неки изори наводи да је ово улога у којој је Хофман први пут показао пуноћу свог талента. Критичар Хир је похвалио „огољену емоционалну потребу“ глуме, додајући да је то довело до компулзивног гледања. Хофман је касније изразио своју захвалност Андерсону назвавши редитеља „неупоредивим“.
Хофман се појавио у пет филмова током 1998. године, наставивиши продуктиван темпо. Имао је споредне улоге у крими трилеру Монтана и романтичној комедији Next Stop Wonderland, оба филма су била комерцијално неуспешна. Потом је радио са браћом Коен у црној комедији Велики Лебовски. Хофман је дуго био обожавалац редитеља и уживао је у искуству рада са њима. Глумио је са Џефом Бриџисом и Џоном Гудманом, Хофман је играо Брантa, самозадовољног личног асистента Лебовског. Иако је то била само мала улога, рекао је да је то једна од улога по којима је највише препознат. Филм је задобио култни статус и велики број обожавалаца. Између марта и априла 1998. године, Хофман је имао 30 наступа у позоришту, у New York Theatre Workshop, у у продукцији Марка Рејвенхила Shopping and Fucking; тумачио је лик бившег зависника од хероина.
Он је одиграо изазовну улогу у мизантропској црној комедији Тода Солондза Срећа (1998), о животима три сестре и људи око њих. Глумио је Алена, сексуално фрустрираног усамљеника који упућује непристојне телефонске позиве женама; лик бесно мастурбира током једног разговора, Хофман је тумачећи овај лик остварио оно што филмски стручњак Џери Мошер назива „срамотно сировом изведбом“. Џејк Којл из Associated Press-а оценио је Алена као „једног од најјезивијих ликова у америчким филмовима“, док је критичар Ксан Брукс истакао патетику коју је Хофман донео улози. Срећа је била контроверзан филм, али такође нашироко хваљен а Хофманову улогу су критичари наводили као једну од његових најбољих. Последња улога коју је остварио 1998. било је више мејнстрим, глумио је студента медицине у комедији Робина Вилијамса, Закрпа Адамс. Филм је био критикован али је један од најуспешнијих у Хофмановој каријери.
Током 1999. је глумио, уз Роберта Де Нира, улогу драг краљица Расти Цимерман у драми Џоела Шумахера Flawless. Хофман је сматрао Де Нира најимпозантнијим глумцем са којим је глумио и сматрао је да је рад са ветераном изразито побољшао његове глумачке способности. Хофманову способност да избегне клишее играјући тако деликатну улогу приметили су критичари, а Роџер Еберт је рекао да га је то потврдило као „једног од најбољих нових карактерних глумаца“. Награђен је номинацијом за награду Удружења филмских глумаца. Хофман је поново радио са Полом Томасом Андерсоном, коми му је доделио атипичну улогу доброг лика, у драми Магнолија. Филм, смештен током једног дана у Лос Анђелесу, приказује Хофмана као медицинског брата који брине о лику Џејсона Робардса, који умире од рака. Представу је позитивно оценила медицинска индустрија,  а новинарка Village Voice Џесика Винтер сматрала ју је Хофмановим улогом која ће се највише памтити, упоређујући га са анђелом чуваром. Магнолија је уврштена на листе најбољих филмова свих времена, и био је Хофманов омиљени филм.
Један од најкритички и комерцијално најуспешнијих филмова у Хофмановој каријери био је Талентовани господин Рипли (1999), који је Хофман сматрао „најпрогресивнијим за холивудски филм“. Глумио је „шпек насилника“ који се руга Тому Риплију, кога игра Мет Дејмон, лик Риплија је критичар Џеф Сајмон назвао „најистинитијим кретеном више класе у свим америчким филмовима“. Хофманову глуму је похвалила Мерил Стрип, још један од његових филмских идола: „Усправила сам се у седишту и рекла: 'Ко је то?' Помислила сам у себи: „Боже, овај глумац је неустрашив”, рекла је. Она је додала да је Хофман начинио лик фасцинантним.  Као признање за његов рад у филмовима Магнолија и Талентовани господин Рипли, Хофмана је Национални одбор за критику прогласио најбољим споредним глумцем године.

### 2000—2004: Постаје глумачка звезда
Након низа успешних улога у филмовима крајем 1990-их, Хофман је стекао репутацију врхунског споредног глумца на кога се могло ослонити да ће оставити утисак сваком новом улогом. Дејвид Камп из часописа GQ упоредио је његове улогу у филмовима са „откривањем награде у паковању пахуљица, добијањем бонуса или неочекиваним сусретом са старим пријатељем“. Према речима Џерија Мошера, на почетку 2000. године „чинило се да је Хофман био свуда присутан, на прагу славе“.
Филип Симор Хофман је почео да добија струковна признање као позоришни глумац 1999. године, када је добио номинацију за награду Drama Desk за изванредног глумца за не-бродвејску представу Ауторски глас. Овај успех се наставио бродвејском поставком Шепардове драме Прави запад 2000. године, где је Хофман сваке вечери смењивао улоге са колегом Џоном Ц. Рајлијем, остваривши 154 наступа између марта и јула 2000. Бен Брентли из Њујорк тајмса сматрао је да је то била најбоља сценска изведба у Хофмановој каријери, назвавши га „бриљантним“. Хофман је стекао номинацију за награду Тони за најбољег глумца у представи. Следеће године, Хофман се појавио са Мерил Стрип, Натали Портман и Џоном Гудманом у продукцији Чеховљевог Галеба у позоришту Делакорт; критичар Брентли је сматрао да ова изведба није била у потпуности реализована. Као позоришни редитељ, Хофман је добио две номинације за награду Drama Desk за изванредног редитеља представе: прву за представу Jesus Hopped the 'A' Train 2001. године и другу за представу Our Lady of 121st Street 2003. године. У интервјуу из 2008. године, Хофман је изразио мишљење да му је „промена позиција“ између глуме и режије помогла да постане бољи у оба посла.
Комедија Дејвида Мамета State and Main, о тешкоћама снимања филма у руралном делу Нове Енглеске, била је Хофманова прва филмска улога 2000. године. Филм је био огранчено дистрибуиран. Те године је остварио истакнутију споредну улогу у филму Скоро славни, популарном филму о одрастању Камерона Кроуа, смештен у музичку индустрију 1970-их. Хофман је глумио ентузијастичног рок критичара Лестера Бенгса, задатак којим се осећао оптерећеним, али је успео да пренесе манире и оштру духовитост правог лика након што га је гледао у интервјуу за BBC. Следеће године, Хофман се појавио као наратор и интервјуер у филму The Party's Over, документарцу о америчким председничким изборима 2000. године. Заузео је позицију „политички информисаног и отуђеног припадника Генерације X “ који тежи да се образује у америчкој политици, али на крају открива степен јавног незадовољства у овој области.
Хофман је 2002. добио своју прву главну улогу (упркос томе што се у то време шалио: „Чак и да сам ангажован за главну мушку улогу, вероватно бих је претворио у споредну“) у трагикомедији Тода Луиса Love Liza (2002). Његов брат Горди написао је сценарио, који је Хофман прочитао у мајчиној кући пет година раније, о удовцу који почиње да мириши бензин како би се психолошки носио са самоубиством своје жене. Сматрао га је најбољим писаним делом које је икада прочитао, „невероватно скромним у истраживању туге“, али критичари су били мање одушевљени продукцијом. У рецензији BBC-а се наводи да је Хофман коначно добио улогу која је показала „за шта је заиста способан“, али мало ко је видео његову улогу јер је филм имао ограничену дистрибуцију и зарадио је само 210.000 америчких долара.
Касније 2002. године, Хофман је глумио уз Адама Сандлера и Емили Вотсон у Андерсоновом четвртом филму који је добио похвале критике, надреалистичкој романтичној комедији-драми Пијани од љубави (2002), где је играо илегалног „супервизора“ за еротске разговоре путем телефона. Дру Хант из часописа Chicago Reader видео је улогу као одличан пример Хофманове „вештине да мале улоге претвори у утицајне“ и похвалио је глумчеве комичарске вештине. У сасвим другом филму, Хофман је следећи пут глумио са Ентонијем Хопкинсом у високобуџетном трилеру Црвени змај, који је преднаставак филма  Кад јагањци утихну. Он је глумио наметљивог таблоидног новинара Фредија Лаундса. Четврту улогу током 2002. године остварио је у Спајк Лијевој драми 25. сат, где је играо наставника енглеског језика који прави катастрофалну грешку у пијаном стању. И Ли и главни глумац филма Едвард Нортон били су одушевљени сарадњом са Хофманом, а Ли је признао да је дуго желео да сними филм са глумцем, али је чекао док није пронашао праву улогу. Хофман је сматрао да је његов лик, Џејкоб, један од најуздржанијих ликова које је икада играо, строги „тип момка у кордур панталонама“. Роџер Еберт је 2009. године уврстио филм 25. сат  на листу својих „Великих филмова“, и заједно са А. О. Скотом, сматрао га је једним од најбољих филмова 2000-их.
У драми Owning Mahowny (2003) Хофман је играо другу главну улогу у каријери. Глумио је банкарског службеника, патолошког коцкара који проневерава новац како би имао новац за коцкање. Филмска прича је заснована на истинитој причи о банкару из Торонта, Брајану Молонију, који је починио највећу превару у канадској историји. Хофман се састао са Молонијем како би се боље припремио за улогу и да би што прецизније одигра лик Био је одлучан да се не прилагођава стереотипима о „филмским ликовима“ а његов приказ зависности поздравио је Краљевски колеџ психијатара. Роџер Иберт је оценио Хофманову глуму као „ремек-дело дисциплине и прецизности“, али филм није био комерцијално успешан.
Хофманова друга улога током 2003. била је мала улога у успешном епском филму Ентонија Мингеле о грађанском рату, Хладна планина. Глумио је неморалног проповедника, сложен лик кога је Хофман описао као „мноштво контрадикција“. Исте године, од априла до августа, глумио је заједно са Ванесом Редгрејв, Брајаном Денехијем и Робертом Шоном Леонардом у бродвејској представи Јуџина О'Нила Дуго путовање у ноћ. Редитељ Роберт Фолс је касније коментарисао посвећеност и искуство које је Хофман унео у улогу алкохоличара Џејмија Тајрона: „Сваке ноћи је био у улози до те мере да није могао да је напусти [улогу]. Фил је то имао у себи.“ Хофман је освојио другу номинацију за награду Тони, овог пута за најбољег глумца у представи. Он је 2004. тумачио лик бившег глумца у филмском хиту Along Came Polly, који је остварио велики успех. У осврту на улогу, у тексту у часопису People, наводи се да је овом улогом Филип Симор Хофман доказао да „може да оствари духовите улоге, доказујући да може да равноправно игра у комедији са најбољим глумцима.

### 2005—2009: Признање критике
Прекретница у Хофмановој каријери била је биографски филм Капоте (2005), који је приказивао искуство Трумана Капотеа током писања крими романа (1966) засновано на истинитом делу Хладнокрвно убиство. Хофман је остварио главну улогу у пројекту који је копродуцирао и помогао у реализацији. Тумачење лика идиосинкратичног писца показало се веома захтевним, захтевало је значајан губитак тежине и четири месеца истраживања, попут гледања видео снимака Капота како би верно пренео Капотеов женствени глас и манире. Хофман је изјавио да му није било стало до тога да савршено имитира Капотеов начин говора, али је осећао велику дужност да „изрази виталност и нијансе“ писца. Током снимања, стално је био у улози како не би изгубио глас и држање: „У супротном“, објаснио је, „дао бих свом телу прилику да ме изда.“ Капоте је стекао широко признање, посебно због Хофманове глуме. Многи критичари су коментарисали да је улога била конципирана да би освајала струковне награде, и Хофман је добио Оскара, Златни глобус, награду Удружења филмских глумаца, награду БАФТА те различите друге награде критичара. Током 2006. магазин Premiere је његову улогу у филму Капоте уврстио на 35. место међу најбољим филмским улогама свих времена. Након приказивања филма, неколико коментатора је почело да описује Хофмана као једног од најбољих и најамбициознијих глумаца своје генерације.
Хофман је добио своју једину номинацију за награду Еми у прајмтајму за споредну улогу у мини-серији ХБО-а Empire Falls (2005), о животу у граду у Новој Енглеској. На крају је награду освојио Пол Њуман. Током 2006, појавио се у летњем блокбастеру Немогућа мисија 3. Играо је негативца, трговца оружјем Овена Дејвијана. Новинар часописа Vanity Fair изјавио је да је Хофманова „глума била једна од најлепших у холивудском филму још од улоге Алана Рикмана у филму Умри мушки и да је његова улога позитивно оцењена због тога што је акционом филму донео озбиљност. Филм је зарадио бруто 400 милиона долара а Хофман је постао познат широј публици.
Поново је остварио улогу и независном филму 2007. Тумачио је главну улогу у филму Тамаре Џенкинс The Savages. Хофман и и Лора Лини играли браћу и сестре одговорне за смештање свог оца (Филип Боско), који је оболео од деменције, у дом за старе. Џејк Којл је у тексту за Associated Press писао да је то „оличење Хофмановог филма: мешавина комедије и трагедије испричана са суптилношћу, сувим хумором и бљесковима грациозности“. Хофман је добио номинацију за Златни глобус за логу у филму The Savages. Након ове улоге, глумио је у филму Before the Devil Knows You're Dead, последњем филму ветерана редитеља Сиднија Лумета, где је играо агента за некретнине који проневерава новац од свог послодавца како би издржавао своју зависност од дроге. Мошер коментарише да је лик био један од најнепријатнијих у Хофмановој каријери, али да је његова „неустрашивост поново открила човечност дубински грешног лика“ јер се појавио го у уводној сцени секса. Филм је позитивно прихваћен од стране критичара, као снажан и дирљив трилер.
Улогом у политичком филму Мајка Николса Рат Чарлија Вилсона (2007) Хофману је овојио другу номинацију за Оскара, за тумачење лика Густа Авракотоса, официра ЦИА-е који је у стварном животу радио са конгресменом Чарлијем Вилсоном (Том Хенкс) како би помогао авганистанским муџахединима у рату против Совјетског Савеза. Тод Макарти је писао о Хофмановој глуми: „Окићен пуфнастом фризуром из 80-их, брковима, избаченим стомаком и стално са цигаретама у руци.“ ... кад год је он у кадру, слика вибрира завереничким електрицитетом.“ Филм је остварио критички и комерцијални успех, уз номинацију за Оскара за најбољег споредног глумца, Хофман је био номинован за награду БАФТА и награду Златни глобус.
Током 2008. Филип Симор Хофман је остварио две значајне улоге. У енигматичној драми Чарлија Кауфмана Synecdoche, New York, глумио је Кејдена Котара, фрустрираног драмског писца који покушава да направи реплику Њујорка у природној величини за потребе представе коју припрема. Хофман је поново показао особеност да открије непривлачне особине, како лик стари и пропада. Критичари су били подељени у својим реакцијама на „амбициозан и збуњујући“ филм. Новинар листа The Washington Times Сони Банч сматрао је лик „импресионистичким, неприступачним и бескрајно фрустрирајућим“, упоредио је Хофманов лик са „Богом, да Богу недостаје маште“. Насупрот томе, Роџер Иберт га је назвао најбољим филмом деценије и сматрао једним од највећих свих времена, а Роби Колин, филмски критичар листа The Daily Telegraph, сматра да је Хофман остварио једну од најбољих улогу на филму.
Хофманову другу улогу године остварио је уз Мерил Стрип и Ејми Адамс у филму Сумња Џона Патрика Шенлија. Играо је оца Брендана Флина - свештеника оптуженог за сексуално злостављање дванаестогодишњег афроамеричког ученика шездесетих година ХХ века. Хофман је већ био упознат са истоимено представом и ценио је прилику што ће учествовати у екранизацији ове представе; припремајући се за улогу, опширно је разговарао са свештеником који је живео у то доба. Филм је добио различите критике а неки критичари попут Питера Бредшоа из The Guardian сумњали су да је филм продуциран са циљем освјања Оскара. Хофман је освојио другу узастопну номинацију за најбољег споредног глумца на додело Оскара, БАФТИ и Златних глобуса, а такође је номинован за Награду Удружења филмских глумаца за најбољег глумца у споредној улози.
У позоришту је 2009. године, играо Јага у футуристичкој продукцији Отела Питера Селарса (са насловном улогом Џона Ортиза), која је задобила мешане критике. Позоришни критичар Њујорк тајмса Бен Брентли, сматрао је да је представа „изузетно погрешно схваћена“. Хофман је такође имао прву гласовну улогу у филму Мери и Макс, иако филм у почетку није имао америчку премијеру. Глумио је Макса, депресивног Њујорчанина са Аспергеровим синдромом, док је Тони Колет позајмила глас Мери - Аустралијанки која постаје његова другарица са којом размењује писма. Хофман је потом радио на епизоди дечје емисије Артур и добио је номинацију за награду Еми за најбољу изведбму у анимираном остварењу. Касније те године, играо је дрског америчког ди-џеја, уз колеге Била Наја и Риса Иванса, у британској комедији Ричарда Кертиса The Boat That Rocked (познатој и као Пиратски радио). Глумио је лик заснован на цару Роску, водитељу Радио Каролине 1966. године. Такође је имао камео улогу бармена у филму Рикија Џервејса The Invention of Lying.
У осврту на Хофманов рад с краја 2000-их, Мошер пише да је његова глума и даље била импресивна, али да истовремено није реализовао улогу нивоу какав је пружио у филму Капоте. Филмски критичар Дејвид Томсон сматрао је да је Хофман у овом тренутку показивао неодлучност и да је био несигуран да ли да игра спектакуларне споредне улоге или да тумачи ликове протагониста који контролише емоционалну динамику и исход филма.

### 2010—2014: Последње године
Хофманов глумачки углед је наставио да расте и он је постао све препознатљивија личност. Упркос ранијим резервама везаној за режирање филма, његов први филм из 2010-их био је и његов редитељски првенац. Независна драма Jack Goes Boating, адаптирана је из истоимене драме Роберта Глаудинија, у којој је Хофман глумио и коју је режирао за позоришну компанију ЛАБиринт 2007. године. Првобитно је намеравао само да режира филм, али је одлучио да глуми главну улогу, Џека, усамљеног возача лимузине који тражи љубав - након што глумац кога је желео за ту улогу није био доступан. Филм је имао ограничено приказивање и није остварио нарочит комерцијални успех, иако је добио много позитивних критика. Међутим, Дејв Едвардс из Daily Mirror-а је приметио да „Хофманов редитељски деби јесте толико слаб филм да сам се једва могао сетити о чему се ради када сам одлазио из биоскопа“, док је критичар Марк Кермоуд ценио квалитете које је Хофман донео филму и изнео је став да је показао потенцијал као редитељ. Поред филма Jack Goes Boating, Хофман је 2010. године режирао и трагичну драму Брета Ц. Леонарда The Long Red Road за позориште Гудман у Чикагу. Стивен Оксман је у тексту за часопис Variety описао филм као „тежак“ и „предвидљив“, али „интригантан и барем делимично успешан“.
Потом је остварио значајне споредне улоге у два филма. Оба филма су премијерно приказани а у последњој трећини 2011. године. У филму Бенета Милера Формула успеха, спортској драми о сезони 2002. године бејзбол тима Оукланд Атлетикс, играо је менаџера Арта Хауа. Филм је био критички и комерцијално успешан а Ен Хорнадеј је у тексту за The Washington Post описала Хофмана као „савршено кастованог“, али је Арт Хау (лик на коме је базиран протагониста филма) оптужио филмске ствараоце да су га приказали „неправедно и неистинито“. Хофманов други филм из исте године била је политичка драма у режији Џорџа Клунија, Мартовске иде. Играо је искреног менаџера политичке кампање демократског председничког кандидата Мајка Мориса (Клуни). Филм је био добро прихваћен, а Хофманова глума, посебно у сценама са Полом Џијаматијем, који је играо менаџера кампање ривала, била је позитивно запажена. Ове године је био по четврти пут номинован за награду БАФТА.
У пролеће 2012. године, Хофман је имао последњи позоришни наступ. Глумио је Вилија Ломана у бродвејској представи Смрт трговачког путника, уз Ендруа Гарфилда, док ј Мајка Николс режирао. Представа је играна 78 пута и била је најпрофитабилнија представа до тада у историји позоришта Етел Баримор. Многи критичари су сматрали да је Хофман, са 44 године, био превише млад за улогу 62-годишњег Ломана, а Крис Џоунс из Chicago Tribune сматрао је да је лик лоше интерпретиран. Хофман је признао да му је улога била тешка, али је ипак улогом добио трећу номинацију за награду Тони.
Хофман је по пети пут сарађивао са редитељем и сценаристом Полом Томасом Андерсоном у филму Мастер (2012). Критичар Питер Бредшо је његову улогу у филму ПТА сматрао најупечатљивијом изведбом у његовој каријери  Радња филма је смештена у Америку педесетих година прошлог века. Приказује лик Ланкастера Дода (Хофман), харизматичног вођу покрета налик сајентолошком, који је у настајању. Он менторише проблематичног човека (Хоакина Финикса). Хофман је био кључан у развоју пројекта, будући да је био инволвиран у пројекат три године. Помагао је Андерсону у писању сценарија, читао је и коментарисао сегменте сценарија и предложио је да лик Финикса, Фреди Квел, буде протагониста уместо Дода. Хофман је у једној надреалној секвенци извео џиг, демонстрирајући и свој плесачки дар.; Питер Бредшо је тај тренутак назвао „изванредним“ и оценио да је „само Хофман то могао да изнесе“. Мастер је хваљен као интелигентна и изазовна драма, а Дру Хант из часописа Chicago Reader је такође сматрао да је ова улога Хофманова најбоља: „Он је недокучив, а опет гостољубив, застрашујући, а опет харизматичан, негативан, а опет очински. Он отелотворује толико ствари одједном да је немогуће замислити [Дода] као пуког филмског лика“. Хофман и Финикс су добили заједничку награду Волпи куп на Филмском фестивалу у Венецији за остварене улоге; Хофман је такође био номинован за Оскара, Златни глобус, награду БАФТА и награду SAG за најбољу споредну улогу.
A Late Quartet је био Хофманов други филм снимљен 2012. године. Играо је виолинисту у гудачком квартету чији се чланови (којег играју Кристофер Вокен, Кетрин Кинер и Марк Иванир) суочавају са кризом када један од музичара бива дијагностикован Паркинсонову болест. Драма је добила повољне критике а Стивен Холден је у тексту за The New York Times назвао Хофманову глуму „изузетном“. Хофман се 2013. придружио популарној филмској франшизи Игре глади, у  другом наставку, Игре глади: Лов на ватру. Играо је креатора игара Плутарха Хевенсбија. Филм је завршио приказивање као десети најпрофитабилнији у историји до тада, а Хофман је постао препознатљив и код нове генерације филмских љубитеља. У јануару 2014. године, непосредно пре смрти, присуствовао је филмском фестивалу Санденс како би промовисао два филма. У филму Антона Корбајна A Most Wanted Man, трилеру заснованом на роману Џона ле Кареа, Хофман је играо немачког обавештајног официра. Ксан Брукс је похвалио његову изведбу као једну од „сјајних, са укусом: пуну несташности али са интегритетом“. Други његов филм из 2014. је био God's Pocket, редитељски деби глумца Џона Слетерија, у којем је Хофман играо лик лопова. У новембру 2014. године, девет месеци након његове смрти, објављен је филм Игре глади: Сјај слободе — 1. део, у којем је имао главну улогу. У филму је наведена посвета Хофману 
У време смрти, Хофман је снимао Игре глади: Сјај слободе — 2. део, четврти филм у франшизи и завршио је снимање већине сцена. Две преостале сцене су наново написане како би се надоместило непостојање лика којег је тумачио Хофман. Филм је објављен у новембру 2015. Хофман се такође припремао за свој други редитељски подухват, драму смештену у доба прохибиције под називом Ezekiel Moss, у којој је требало да глуме Ејми Адамс и Џејк Џиленхол. Поред тога, снимио је пилот епизоду за серију Happyish, у којој је играо главну улогу, лик менаџера у адвертајзингу. Планови за целу сезону су стављени на чекање након његове смрти. Улога је касније преузео Стив Кугана.

## Лични живот
Хофман је ретко помињао свој приватни живот у интервјуима, изјавивши 2012. године да би „радије не бих јер моја породица нема избора. Ако причам о њима у штампи, не дајем им избора. Зато бирам да не причам.“ Четрнаест година је био у вези са костимографкињом Мими О’Донел. Упознали су се 1999. године радећи заједно на представи коју је Хофман режирао, In Arabia We'd All Be Kings. Живели су у Њујорку и имали су сина Купера и две ћерке. Иако су неки извештаји наводили да су се Хофман и О'Донелова растали крајем 2013. године, О'Донелова је касније рекла да су она и Хофман обоје били посвећени њиховој вези, али да се он преселио из заједничког дома у оближњи стан како би заштитио децу од последица поновног коришћења психоактивних супстанци.
Сматрао је да чување приватности корисно за његову каријеру: „Што мање знате о мени, то ће бити занимљивије гледати ме како радим оно што радим“. Хофман је такође био дискретан у вези са својим верским и политичким уверењима, али је познато да је гласао за кандидата Зелене партије Ралфа Нејдера на председничким изборима 2000. године. Такође је донирао средства кампањи Ала Франкена за Сенат и националном комитету Демократа.
У интервјуу за емисију 60 минута из 2006. године, Хофман је открио да се током студија на Универзитету у Њујорку бавио злоупотребљавао дрогу и алкохола, рекавши да је користио „све што је могао да дохвати. Све ми се свиђало“. Након дипломирања 1989. године, ушао је у програм одвикавања од дроге са 22 године и није конзумирао наркотике наредне 23 године. Међутим, поново је почео да користи наркотике 2012. године и сам се пријавио на рехабилитацију  на око десет дана у мају 2013.

## Смрт и почасти
Хофмана је мртвог у купатилу његовог стана на Менхетену пронашао пријатељ, драматург и сценариста Дејвид Бар Кац. 2. фебруара 2014. Имао је 46 година.
Иако су његови пријатељи тврдили да је у то време ограничено конзумирао наркотике, детективи који су претраживали стан пронашли су хероин, лекове издате на рецепт и открили су да је у тренутку смрти имао шприц у руци. Хофманова смрт је званично проглашена несрећним случајем изазваним „акутном мешовитом интоксикацијом дрогама, укључујући хероин, кокаин, бензодиазепине и амфетамин“. Новинар The New York Times Мајкл Швирц је рекао: „Није објављено да ли је Хофман узео све дроге истог дана или је нека од супстанци била присутна у организму од раније употребе.“
Погребна служба одржана је у Цркви Светог Игнасиа де Лојоле на Менхетну 7. фебруара 2014. године. Служби су присуствовали бројни блиски пријатељи и бивше колеге укључујући: Ејми Адамс, Кејт Бланшет, Елен Берстин, Луиса Си-Ки-ја, Итана Хока, Лору Лини, Џулијан Мур, Пола Томаса Андерсона, Мајка Николса, Хоакина Финикса, Џона Си-Рајлија, Мишел Вилијамс, Џејка Џиленхола, Дајану Сојер, Бена Стилера, Мерил Стрип, Дајану Китон, Марису Томеи, Мају Рудолф, Брајана Денехија, Сема Роквела, Џоша Хамилтона, Џастина Теруа, Криса Рока и Ерика Богосијана.
После мисе, Хофманово тело је кремирано а пепео је дат његовој партнерки и њиховој деци. У тестаменту из октобра 2004. године, оставио је своје богатство од око 35 милиона долара Мими О'Донел, поверавајући јој да расподели новац њиховој деци.
Хофманову прерану смрт су жалили љубитељи филма и људи из филмске индустрије, а неколико коментатора је описало као значајан губитак за професију. Петог фебруара 2014. године, позоришна компанија LAByrinth одала му је почаст бдењем уз свеће у његову част, а Бродвеј је пригушио светла на један минут. Три недеље након Хофманове смрти, Кац је основао Америчку фондацију за драмско писање у Хофманову част. Новцем добијеним од тужбе за клевету против листа National Enquirer, у којем је нетачно тврђено да су Хофман и Кац били љубавници, фондација додељује годишњу награду од 45.000 долара аутору нереализоване представе. Кац је награду описао „Наградом за неумољивост“ у част Хофманове посвећености професији Касније ће се сећати Хофмана песмом објављеном у Гардијану у децембру 2014. У знак почасти, глумица Кејт Бланшет је посветила своју награду БАФТА за најбољу глумицу Хофману, коју је освојила за филм Тужна Џасмин 16. фебруара. Неколико година касније, на 90. додели Оскара, глумац Сем Роквел, добитник Оскара за најбољег споредног глумца за филм Три билборда испред Ебинга у Мисурију посветио је освојену награду Хофману.

## Пријем и глумачки стил
Хофман је био веома цењен и у филмској и у позоришној индустрији, а медији су га често називали једним од најбољих глумаца своје генерације. У анкети читалаца часописа Empire из 2022. године, изабран је за једног од 50 највећих глумаца свих времена. Један писац је описао Хофмана као „превише дебељушкастог да би деловао романтично или херојски“; међутим, Хофман је рекао да је захвалан због тога како изгледа јер је због тога био уверљив у широком спектру улога. Џоел Шумахер је једном приликом 2000. године рекао о њему: „Лоша вест је да Филип неће бити глумачка звезда која зарађује 25 милиона долара. Добра вест је да ће радити до краја живота“. У тексту објављеном у новинама Aiken Standard из Јужне Каролине назван је „анти-звездом“, чији је прави идентитет остао „аморфан и неукорењен“. Хофман је био веома свестан да је често превише атипичан за гласаче Академије (приликом доделе награда Оскар). Приметио је: „Сигуран сам да људи у великим корпорацијама које воде Холивуд не знају баш шта да раде са неким попут мене, али то је у реду. Мислим да постоје и други људи који су заинтересовани за оно што радим.“
Већина Хофманових значајних улога била је у независним филмовима, укључујући и оне посебно оригиналне, али се појавио и у неколико холивудских блокбастера. Углавном је играо споредне улоге, појављујући се и у драмама и у комедијама, али је био познат по својој способности да мале улоге учини незаборавним. Питер Бредшо, филмски критичар листа The Guardian, сматрао је да „скоро свака његова рола има нешто посебно“. Дејвид Фир је у часопису Rolling Stone написао да је Хофман „додавао тежину нискобуџетним уметничким филмовима, а нијансе и непредвидивост блокбастер франшизама. Био је  глумац склон великим променама ради улоге, који је радио изнутра, благословен емоционалном транспарентношћу која је могла бити застрашујућа, окрепљујућа, убедљива, разарајућа.“
Хофман је био хваљен због свестраности и способности да се у потпуности уживи било коју улогу, али је специјализовао играње љигавих и неприлагођених ликова: „Његов Си-ви је био готово искључиво препун смрдљивих бедника, неподношљивих уображених типова, хвалисаваца и отворених насилника“, пише новинар Рајан Гилби. Хофман је био цењен због тога што је ове улоге учинио реалним, сложеним, па чак и симпатичним. Редитељ филма Love Liza Тод Луизо, веровао је да се Хофман повезује са гледаоцима јер изгледа као обичан човек и открива своју рањивост. Ксан Брукс из The Guardian  је приметио да је глумчев посебан таленат био да „узме осујећено, искривљено човечанство и оплемени га“. „Што је лик био патетичнији или заблуђенији“, пише Гилби, „то је веће Хофманово уживање деловало у спасавању из царства пуког монструозног.“ Када су га 2006. године питали зашто је прихватио такве улоге, Хофман је одговорио: „Нисам тражио негативне ликове; тражио сам људе који су у муци, који имају своју борбу. То је оно што ме занима.“

### Радна етика
Новинар Џеф Сајмон је описао Хофмана као „вероватно најтраженијег глумца типских ликова у својој генерацији“. Сам Хофман је рекао да никада није узимао здраво за готово да ће му бити понуђене улоге. Иако је вредно и редовно радио, био је скроман у вези са својим глумачким успехом: једна анегдота наводи да је, када га је пријатељ почетком 2000-их питао да ли има среће у каријери, тихо одговорио: „Глумим у филму Хладна планина, који је управо изашао.“ Патрик Фјуџит, који је радио са Хофманом на Корак до славе, присетио се да је глумац био застрашујућ али изузетан ментор и утицај формиран кроз мукотрпно лично искуство, приметивши да је „постојао одређени лични терет који је био део њега“. Хофман је признао да се понекад појављивао у високобуџетним филмовима великих студија због зараде али је и рекао: „На крају крајева, мој главни циљ је да урадим добар посао. Ако се не плаћа добро, нека буде тако.“ Настојао је да буде на земљи и да одржи своју енергију тако што је настојао да глуми у позоришним продукцијама барем једном годишње.
Хофман је повремено мењао фризуру и мршавио или се гојио за потребе улога. Улагао је труд да открије најгоре у ликовима које тумачи. У интервјуу из 2012. године, признао је да је глума на високом нивоу била изазован задатак: „Посао није тежак. Тешко је радити га добро.“ У ранијем интервјуу за The New York Times, објаснио је колико дубоко воли глуму али је додао: „та дубока врста љубави долази са ценом: за мене је глума мучна, и мучна је јер знате да је то лепа ствар.“ ... Желети је лако, али покушавати да будеш сјајан — па, то је апсолутно мучно.“ Његову личну борбу је потврдио и аутор Џон ле Каре, који је упознао Хофмана током рада на адаптацији његовог романа A Most Wanted Man. Хвалио је глумчеву интелигенцију и интуицију, ле Каре је такође приметио терет који је Хофман осећао: „Био је то болан и исцрпљујући посао, и вероватно је на крају био узрок његове пропасти. Свет је био превише светао да би га поднео.“

## Признања
Хофман је глумио у 55 филмова и једној мини-серији током филмске каријере која је трајала 22 године.
Освојио је Оскара за најбољег глумца за филм Капоте (2005), а три пута је номинован за Оскара за најбољег споредног глумца за филмове Рат Чарлија Вилсона (2007), Сумња (2008) и Господар (2012). Такође је добио пет номинација за награду Златни глобус (од којих је освојио једну), пет номинација за награду БАФТА (од којих је освојио једну), четири награде Удружења филмских глумаца (од којих је освојио једну) и освојио је Волпи куп на Филмском фестивалу у Венецији.
Хофман је активно глумио у позоришту током целе своје каријере, глумио је у 10 и режирао 19 позоришних продукција (углавном у Њујорку). Био је трипут номинован за награде Тони за улоге у Бродвеју: двапут је номинован за најбољег главног глумца, за улоге у Прави запад (2000) и Смрт трговачког путника (2012), и једну за најбољег главног глумца у Дуго путовање у ноћ (2003).
Године 2022, Хофманов споменик је откривен у његовом родном граду Ферпорту, у Њујорку. Статуу је извајао Дејвид А. Ананд, а наручио ју је Џејмс Деклан Тобин, филмски продуцент који се спријатељио са Хофмановом мајком на Филмском фестивалу Санденс 2015. године. Статуа је постављена испред Музеја Џорџа Истмена (оснивач корпорације Kodak и пионир филма) 2023. године. Хофманова мајка, Мерилин О’Конор, назвала је скулптуру „дивном успоменом“ на свог сина.

## Филмографија
| Улоге Филипа Симора Хофмана |                             |                                       |                               |                            |
| Година                      | Српски назив                | Изворни назив                         | Улога                         | Напомена                   |
| 1991.                       |                             |                                       | Клач                          | као Фил Хофман             |
| 1992.                       |                             |                                       | Мартин                        |                            |
| 1992.                       | Мој нови пиштољ             | My New Gun                            | Крис                          |                            |
| 1992.                       | Слепа вера                  | Leap of Faith                         | Мет                           |                            |
| 1992.                       | Мирис жене                  | Scent of a Woman                      | Џорџ Вилис млађи              | као Филип С. Хофман        |
| 1993.                       | Џои Брејкер                 | Joey Breaker                          | Вили Макол                    |                            |
| 1993.                       | Мој дечко се вратио         | My Boyfriend's Back                   | Чак Бронски                   | као Филип Хофман           |
| 1993.                       | Лова до крова               | Money for Nothing                     | Кокран                        | као Филип С. Хофман        |
| 1994.                       | Бекство                     | The Getaway                           | Френк Хансен                  | као Филип Хофман           |
| 1994.                       |                             |                                       | Бак                           |                            |
| 1994.                       | Када човек воли жену        | When a Man Loves a Woman              | Гари                          |                            |
| 1994.                       | Ничија будала               | Nobody's Fool                         | полицајац Рејмер              |                            |
| 1995.                       | Хамлет за 15 минута         | The Fifteen Minute Hamlet             | Бернардо, Хорејшио и Лејертиз | кратки филм                |
| 1996.                       | Тешка осмица                | Hard Eight                            |                               |                            |
| 1996.                       | Торнадо                     | Twister                               | Дастин Дејвис                 |                            |
| 1997.                       | Ноћи бугија                 | Boogie Nights                         | Скоти Џ.                      |                            |
| 1998.                       | Култура                     | Culture                               | Бил                           | кратки филм                |
| 1998.                       | Монтана                     | Montana                               | Данкан                        |                            |
| 1998.                       | Следећа станица: Земља чуда | Next Stop Wonderland                  | Шон                           |                            |
| 1998.                       | Велики Лебовски             | The Big Lebowski                      | Брант                         |                            |
| 1998.                       | Срећа                       | Happiness                             | Ален                          |                            |
| 1998.                       | Печ Адамс                   | Patch Adams                           | Мич Роман                     |                            |
| 1999.                       | Непогрешиви пријатељ        | Flawless                              | Расти Зимерман                |                            |
| 1999.                       | Магнолија                   |                                       | Фил Парма                     |                            |
| 1999.                       | Талентовани господин Рипли  |                                       | Фреди Мајлс                   |                            |
| 2000.                       |                             |                                       | себе                          |                            |
| 2000.                       | На раскршћу                 | State and Main                        | Џозеф Тернер Вајт             |                            |
| 2000.                       | Корак до славе              | Almost Famous                         | Лестер Бенгс                  |                            |
| 2002.                       |                             |                                       | Вилсон Џоел                   |                            |
| 2002.                       | Опијени љубављу             | Punch-Drunk Love                      | Дин Трамбел                   |                            |
| 2002.                       | Црвени змај                 | Red Dragon                            | Фреди Лондс                   |                            |
| 2002.                       | Двадесетпети сат            | 25th Hour                             | Џејкоб Елински                |                            |
| 2003.                       | Махонијев порок             | Owning Mahowny                        | Ден Махони                    |                            |
| 2003.                       | Хладна планина              | Cold Mountain                         | свештеник Виси                |                            |
| 2004.                       | И онда је наишла Поли       | Along Came Polly                      | Сенди Лајл                    |                            |
| 2005                        | Слатке бриге                | Strangers with Candy                  | Хенри                         |                            |
| 2005.                       |                             |                                       | Чарли Мејн                    |                            |
| 2005.                       | Капоте                      | Capote                                | Труман Капоте                 |                            |
| 2006.                       | Немогућа мисија 3           | Mission: Impossible III               | Овен Дејвијан                 |                            |
| 2007.                       | Док ђаво не зна да си мртав | Before the Devil Knows You're Dead    | Енди                          |                            |
| 2007.                       | Породица Севиџ              | The Savages                           | Џон Севиџ                     |                            |
| 2007.                       | Рат Чарлија Вилсона         | Charlie Wilson's War                  | Гаст Авракотос                |                            |
| 2008.                       | Синегдоха, Њујорк           | Synecdoche, New York                  | Кејден Котард                 |                            |
| 2008.                       | Сумња                       | Doubt                                 | отац Брендан Флин             |                            |
| 2009.                       | Мари и Макс                 | Mary and Max                          | Макс Џери Хоровиц             | глас                       |
| 2009.                       | Рок барка                   | The Boat That Rocked                  | гроф                          |                            |
| 2009.                       | Откриће лажи                | The Invention of Lying                | конобар Џим                   |                            |
| 2010.                       | Џекова романтична вожња     | Jack Goes Boating                     | Џек                           | режисер, извршни продуцент |
| 2011.                       | Формула успеха              | Moneyball                             | Арт Хау                       |                            |
| 2011.                       | Мартовске иде               | The Ides of March                     | Пол Зара                      |                            |
| 2012.                       | Мастер                      | The Master                            | Ланчестер Дод                 |                            |
| 2012.                       | Бивши квартет               | A Late Quartet                        | Роберт Гелбарт                |                            |
| 2013.                       | Игре глади: Лов на ватру    | The Hunger Games: Catching Fire       | Плутарх Хевенсби              |                            |
| 2014.                       |                             |                                       | Гинтер Бакман                 |                            |
| 2014.                       |                             |                                       | Мики Скарпато                 | постхумно, продуцент       |
| 2014.                       | Игре глади: Сјај слободе 1  | The Hunger Games: Mockingjay – Part 1 | Плутарх Хевенсби              | постхумно                  |
| 2015.                       | Игре глади: Сјај слободе 2  | The Hunger Games: Mockingjay – Part 2 | Плутарх Хевенсби              | постхумно                  |